# تپه تل زری
تپه تل زری مربوط به سده‌های متاخر دوران‌های تاریخی پس از اسلام است و در شهرستان گچساران، بخش مرکزی، دهستان لیشتر، ابتدای روستای ده ناصر واقع شده و این اثر در تاریخ ۷ خرداد ۱۳۸۷ با شمارهٔ ثبت ۲۲۹۸۹ به‌عنوان یکی از آثار ملی ایران به ثبت رسیده است.